# South Hornchurch
South Hornchurch – dzielnica Londynu, leżąca w gminie London Borough of Havering. W 2011 dzielnica liczyła 13 544 mieszkańców.